# Port Victoria P.V.1
Port Victoria P.V.1 byl britský prototyp dvouplošného plovákového stíhacího letounu zkonstruovaný v období první světové války v Port Victoria Marine Experimental Aircraft Depot Royal Naval Air Service na Isle of Grain na základě Sopwithu Baby, který byl opatřen křídly vyvozujícími vyšší vztlak. Letoun nebyl vybrán do sériové výroby a vznikl jen jeden prototyp.

## Vznik a vývoj
V roce 1916 velitel zkušební základny námořních letadel britské Royal Naval Air Service, Squadron Commander John W. Seddon, pověřil konstrukční dílny pod svým velením zkonstruováním nosných ploch vyvozujících vyšší vztlak, založených na poznatcích výzkumů britské National Physical Laboratory, které by byly instalovány na letoun Sopwith Baby. Vzniklý stroj byl označen P.V.1.
Nová křídla měla stejnou plochu jako ta na Sopwithu Baby, ale měla tlustší profil a byla instalována s větším stupněním, a letoun měl také větší plováky. Nová křídla, plováky a balastní závaží zvýšila hmotnost stroje o 600 liber (~272 kg), ale P.V.1 přesto dosáhl dostupu 8000 stop (~2438 m) a rychlosti 67 uzlů (~124 km/h). Ačkoliv tím byly ukázány přednosti nového přístupu ke konstrukci křídel, v sériové výrobě byla dána přednost typu Fairey Hamble Baby.
Letoun P.V.1 zůstal na základně v Port Victoria, kde byl používán jako experimentální, například ke vzletům za pomoci katapultu.

## Specifikace
Údaje podle článku The Sopwith Tabloid, Schneider and Baby: Historic Military Aircraft No.17 Part IV

### Technické údaje
- Osádka: 1
- Délka: 7,01 m (23 stop)
- Rozpětí:
- Výška:
- Nosná plocha: 22,3 m² (240 čtverečních stop)
- Prázdná hmotnost: 821 kg (1 811 lb)
- Vzletová hmotnost: 1 041 kg (2 302 lb)
- Pohonná jednotka: 1 × rotační motor Clerget 9Z
- Výkon pohonné jednotky: 110 hp (82 kW)

### Výkony
- Maximální rychlost: 124 km/h (67 uzlů, 77 mph) na úrovni mořské hladiny
- Dostup: 2 438 m (8 000 stop)

### Výzbroj
- 1 × kulomet Lewis ráže 7,7 mm
- 2 × puma o hmotnosti 65 lb (30 kg)